# Barrington Moore
Barrington Moore Jr. (Washington, 12 maggio 1913 – Cambridge, 16 ottobre 2005) è stato un sociologo statunitense.
È famoso per la sua opera Le origini sociali della dittatura e della democrazia: proprietari e contadini nella formazione del mondo moderno  (1966), uno studio comparativo della modernizzazione in Gran Bretagna, Francia, Stati Uniti, Cina, Giappone, e India, e una storia filosofica del totalitarismo. Tra le altre sue opere si ricordano Riflessioni sulle cause sociali delle sofferenze umane e su alcune proposte per eliminarle (1972) e un'analisi sulla ribellione dal titolo Le basi sociali dell'obbedienza e della rivolta (1978). Non meno importante è il suo studio più recente (anni 1990) "Moral purity and persecution in history", tradotto in italiano con il titolo "Le origini religiose della persecuzione nella storia".

## Formazione e vita privata
Si laureò allo Williams College nel Massachusetts, dove compì studi di latino, greco e storia. Si interessò anche di scienze politiche ed entrò a far parte della società accademica Phi Beta Kappa. Lavorò come analista politico per il governo americano, nell'Office of Strategic Services e nel Dipartimento di Giustizia. All'OSS incontrò Herbert Marcuse, che gli sarà amico per tutta la vita, e la sua futura moglie Elizabeth Ito, che morì nel 1992. I due non ebbero figli.

## Carriera accademica
La sua carriera accademica ebbe inizio nel 1945 a Chicago; nel 1948 si recò a Harvard ed entrò nel Russian Research Center nel 1951. Divenne professore emerito nel 1979. Moore pubblicò il suo primo libro Politica sovietica nel 1950 e Terrore e progresso, URSS nel 1954. Nel 1958, con il suo libro composto da sei saggi su teoria e metodologia, dal titolo Potere politico e teoria sociale, attaccò la prospettiva metodologica delle scienze sociali degli anni Cinquanta. Tra i suoi studenti a Harvard si ricordano i sociologi Theda Skocpol e Charles Tilly.